# Шмундяк Олександр Геннадійович
Олекса́ндр Генна́дійович Шмундя́к (нар. 25 червня 1998, Дніпро) — український бадмінтоніст, чемпіон України 2020 року, переможець міжнародних турнірів, гравець Національної збірної України.

## Загальні відомості
Вихованець дніпровського (ДЮСШ «ПГАСА», тренери — Шиян В. М., Семенюта В. В.) і харківського (тренери — Стерін М. Б., Діптан А. І.) бадмінтону.
Закінчив факультет соціально-гуманітарних технологій Національного технічного університету «Харківський політехнічний інститут».

## Досягнення
2014 року здобув золоту медаль на міжнародному турнірі Ukraine Junior International Tournament (м. Дніпро) у парній категорії разом з Владиславом Степанцем.
2016 року здобув срібну медаль Ukraine Junior International в одиночному розряді.
2017 року разом з Євгенією Паксютовою став переможцем чемпіонату України серед юніорів.
2018 року здобув бронзову медаль на VI Європейських студентських іграх в Португалії (місто Коїмбра).
Представляючи Дніпро, 2020 року став чемпіоном України в чоловічій парній категорії разом з харків'янином Віталієм Коновим.